# Tiffany Zahorski
Tiffany Anastasia Zahorski, ros. Тиффани Анастасия Загорски Tiffani Anastasija Zagorski (ur. 16 sierpnia 1994 w Londynie) – angielsko-rosyjska łyżwiarka figurowa pochodzenia polskiego reprezentująca Rosję, startująca w parach tanecznych z Jonathanem Guerreiro. Uczestniczka igrzysk olimpijskich w Pjongczangu (2018), medalistka zawodów z cyklu Grand Prix i Challenger Series, wicemistrzyni Rosji (2021) i brązowa medalistka mistrzostw Francji (2012).

## Życiorys

### Początki
Tiffany Zahorski urodziła się w rodzinie Alison i Bohdana (ur. ok. 1952–2010) Zahorskich. Jej ojciec był trenerem łyżwiarskim pracującym na lodowisku Queens Ice Skating w Londynie. Z kolei jej matka Alison pracowała jako analityk biznesowy spółek giełdowych, a od 2007 roku jako nauczyciel języka angielskiego w biznesie na uniwersytecie w Lyonie.
Gdy Tiffany miała dwa lata jej rodzina przeniosła się do Cardiff, gdzie uczyła się podstaw jazdy na łyżwach pod okiem ojca Bohdana. W wieku 10 lat przeniosła się do Sheffield, gdzie zaczęła trenować regularnie z profesjonalnymi trenerami. Przez kolejne trzy lata występowała w indywidualnym tańcu na lodzie (ang. Solo Ice Dance) i zdobywała medale w tej konkurencji.
W wieku 13 lat przeprowadziła się z matką do Lyonu. Została przyjęta do grupy szkoleniowej Muriel Zazoui i Romaina Haguenauera. W kwietniu 2008 roku została złotą medalistką Francji w indywidualnym tańcu na lodzie w kategorii Novice.

### Kariera sportowa

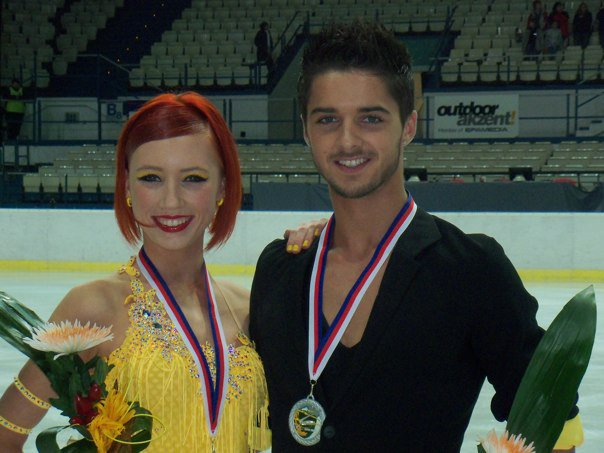
Zahorski i Miart na zawodach Junior Grand Prix w Ostrawie

Jej pierwszym partnerem sportowym w parach tanecznych był Paul Fieret, ale para nie zadebiutowała w oficjalnych zawodach. W sezonie 2009/2010 zaczęła reprezentować Francję z kolejnym partnerem, Alexisem Miartem. Wspólnie zadebiutowali na mistrzostwach Europy 2012, gdzie nie zakwalifikowali się do tańca dowolnego. Krótko po tym Zahorski i Miart rozstali się, a Tiffany zaczęła szukać nowego partnera, najpierw we Francji, a potem w innych państwach. W międzyczasie próbowała wrócić do treningów z Miartem, ale po raz kolejny postanowili zakończyć współpracę.
Dopiero w kwietniu 2014 roku Tiffany miała pierwsze treningi próbne w Moskwie z australijskim łyżwiarzem figurowym rosyjsko-portugalskiego pochodzenia, Jonathanem Guerreiro. Oficjalnie zostali parą na lodzie w czerwcu 2014 roku i zdecydowali się na reprezentowanie Rosji oraz rozpoczęcie treningów u Aleksandra Żulina. Jednak Francuska Federacja Sportów Lodowych początkowo nie chciała wydać Zahorskiej pozwolenia na reprezentowanie innego kraju. Wsparcie w załatwieniu pozwolenia okazała Rosyjska Federacja Łyżwiarstwa Figurowego, a w międzyczasie Tiffany wystąpiła o rosyjskie obywatelstwo ze względu na fakt, że jej dziadek urodził się w Moskwie. Guerreiro, którego matka Swietłana Liapnina jest Rosjanką, posiadał już rosyjskie obywatelstwo i wspierał Zahorską w nauce języka rosyjskiego. Sam proces oczekiwania na pozwolenie od francuskiej federacji, której Zahorski nie reprezentowała w tamtym czasie już przez ponad półtora roku był skomplikowany i wykluczał parę z rywalizacji nawet w lokalnych, rosyjskich zawodach. Po latach Zahorski i Guerreiro wyznali, że mieli propozycje reprezentowania Azerbejdżanu, Anglii i Australii, ale zdecydowali się na Rosję, gdyż łyżwiarstwo figurowe jest tam dyscypliną na najwyższym poziomie.
W sezonie 2014/2015 Zahorski i Guerreiro zadebiutowali piątym miejscem w mistrzostwach Rosji. W kolejnym sezonie, w oczekiwaniu na wydanie przez francuską federację (FFSG) pozwolenia na reprezentowanie Rosji dla Zahorskiej, para nie mogła występować w zawodach w pierwszej części sezonu. Pozwolenie na reprezentowanie Rosji otrzymała w październiku 2015 roku. Ich pierwszym międzynarodowym występem były zawody Santa Claus Cup 2015, gdzie zwyciężyli. Następnie po raz kolejny zajęli piątą lokatę na mistrzostwach Rosji.
Sezon 2016/2017 rozpoczęli od trzech medali w zawodach z cyklu Challenger Series. Zdobyli brąz w Memoriale Ondreja Nepeli i Finlandii Trophy oraz srebro w Warsaw Cup. Następnie zajęli piątą lokatę w rosyjskich zawodach z cyklu Grand Prix, Rostelecom Cup 2016 i zakończyli sezon tą samą pozycją w mistrzostwach Rosji po wygraniu Pucharu Rosji. W maju 2017 roku zmienili sztab szkoleniowy i przenieśli się do Swietłany Aleksiejewej oraz Jeleny Kustarowej.

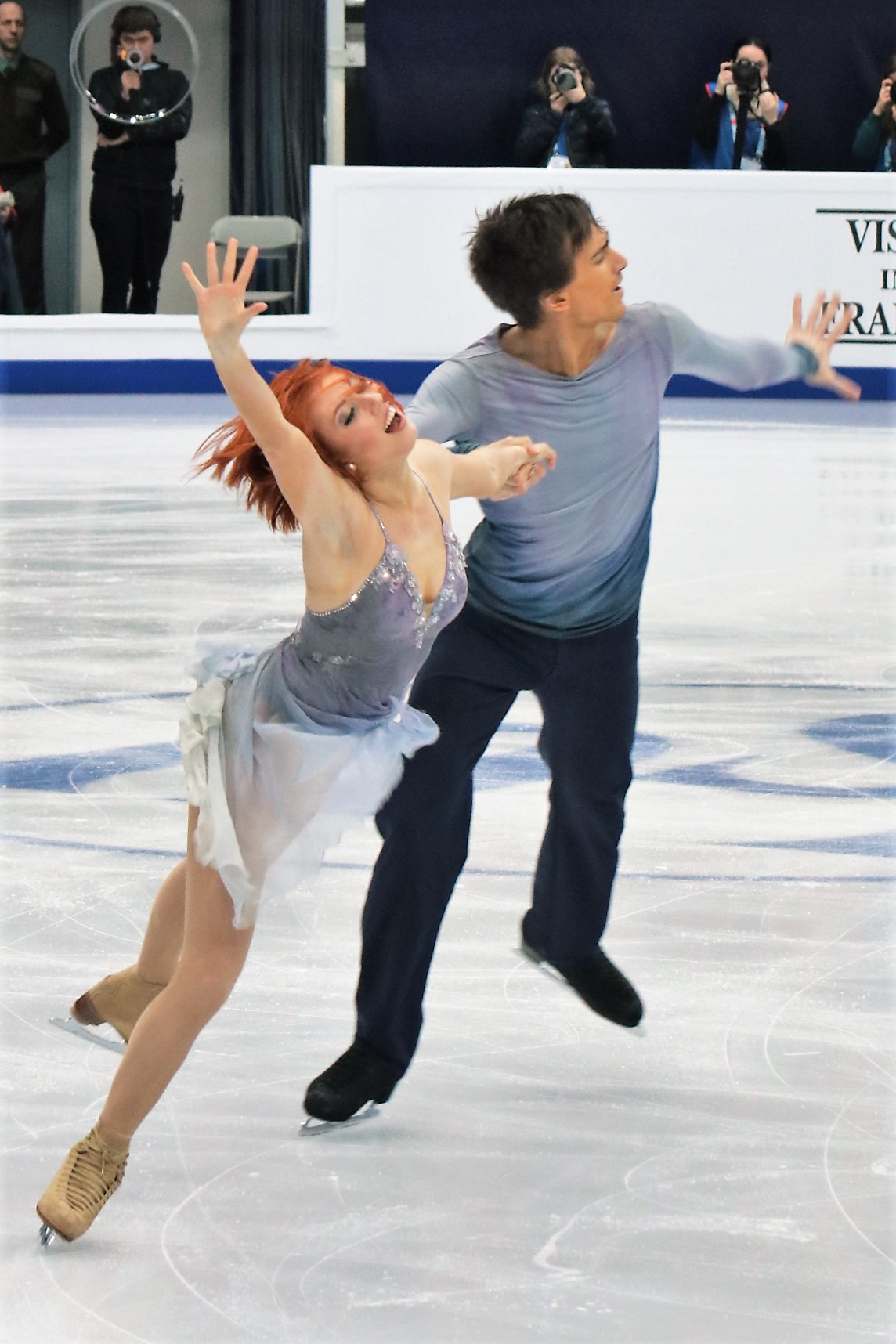
Taniec dowolny Exogenesis na mistrzostwach Europy 2018

W sezonie 2017/2018 mieli szanse na występ olimpijski, gdyż w kwietniu 2016 roku Tiffany została obywatelką Rosji. Występy rozpoczęli od cyklu Challenger Series, srebrnego medalu w Minsk-Arena Ice Star 2017 oraz szóstego miejsca w Golden Spin of Zagreb 2017. Następnie w zawodach z cyklu Grand Prix zajęli czwartą lokatę w Cup of China oraz szóste miejsce w Skate America. Na mistrzostwach Rosji 2018 zdobyli brązowy medal, co pierwotnie nie dawało im miejsca w drużynie olimpijskiej. Po występie na styczniowych mistrzostwach Europy 2018, gdzie zajęli szóste miejsce nastąpiły zmiany w rosyjskiej drużynie olimpijskiej, która na Zimowych Igrzyskach Olimpijskich 2018 w Pjongczangu miała wystąpić jako Olimpijscy sportowcy z Rosji pod flagą olimpijską. Zaproszenia do występu olimpijskiego nie otrzymał Iwan Bukin, przez co Zahorski i Guerreiro zajęli miejsce Bukina i Stiepanowej i wystartowali w konkursie olimpijskim zajmując 13. miejsce.

### Życie prywatne
Jej pradziadkiem był Eugeniusz Fostowicz-Zahorski (1881–1947), uznany polski szachista i działacz oraz radca prawny w Najwyższej Izbie Kontroli, zaś prababką Anna Zahorska, z domu Elzenberg, polska poetka, odznaczona Medalem Niepodległości, która zginęła w obozie koncentracyjnym Auschwitz-Birkenau po ciężkim śledztwie na Pawiaku za przynależność do Armii Krajowej. Jej wuj, brat prababki Eugeniusz, walczył w Legionach Piłsudskiego i Armii Hallera, został pośmiertnie odznaczony orderem Virtuti Militari i Krzyżem Niepodległości. Brat jej prapradziadka Gustawa, ojca Anny, Henryk Elzenberg był adwokatem, redaktorem i publicystą zaprzyjaźnionym m.in. z Elizą Orzeszkową. Ze strony rodziny Elzenbergów, jej prababka Anna była także spokrewniona z Bolesławem Leśmianem i Antonim Langem. Rodzina Zahorskich, ród bojarów białoruskich otrzymała od króla polskiego herb Lubicz. Dziadek Tiffany, Jerzy Dominik Zahorski (1917–2005) urodził się w Moskwie, zaś na początku II wojny światowej po przejściu przez sowieckie więzienia i łagry został przerzucony do Anglii, gdzie został lotnikiem RAF-u. Po zakończeniu wojny pozostał na emigracji w Anglii. Został odznaczony Medalem Lotniczym. Zginął w wypadku samochodowym podczas pobytu w Polsce, 2 grudnia 2005 roku i został pochowany obok swojego ojca Eugeniusza na cmentarzu Rakowickim w Krakowie.
Siostra jej dziadka Jerzego Dominika, Elżbieta Maria Zahorska (1915–1939) została skazana na śmierć za zrywanie niemieckich plakatów propagandowych i rozstrzelana na początku listopada 1939 roku w pierwszej oficjalnej egzekucji wykonanej przez nazistów w Warszawie. Chcąc być dobrze zrozumianą przez jej oprawców, ostatnie słowa „Jeszcze Polska nie zginęła” wykrzyczała po niemiecku. Została uznana za bohaterkę Polski Walczącej i odznaczona Krzyżem Walecznych. Druga siostra jej dziadka, Krystyna Klara Zahorska (1921 – 25 sierpnia 1944) była kolporterką podziemnej prasy ZWZ-AK i zginęła wraz z mężem oraz rocznym synem po trafieniu pociskiem artyleryjskim na podwórku kamienicy na Starym Mieście, podczas bombardowania stolicy w czasie powstania warszawskiego.
19 czerwca 2013 roku Tiffany otrzymała francuskie obywatelstwo, zaś w kwietniu 2016 została obywatelką Rosji.

## Osiągnięcia

### Z Jonathanem Guerreiro (Rosja)

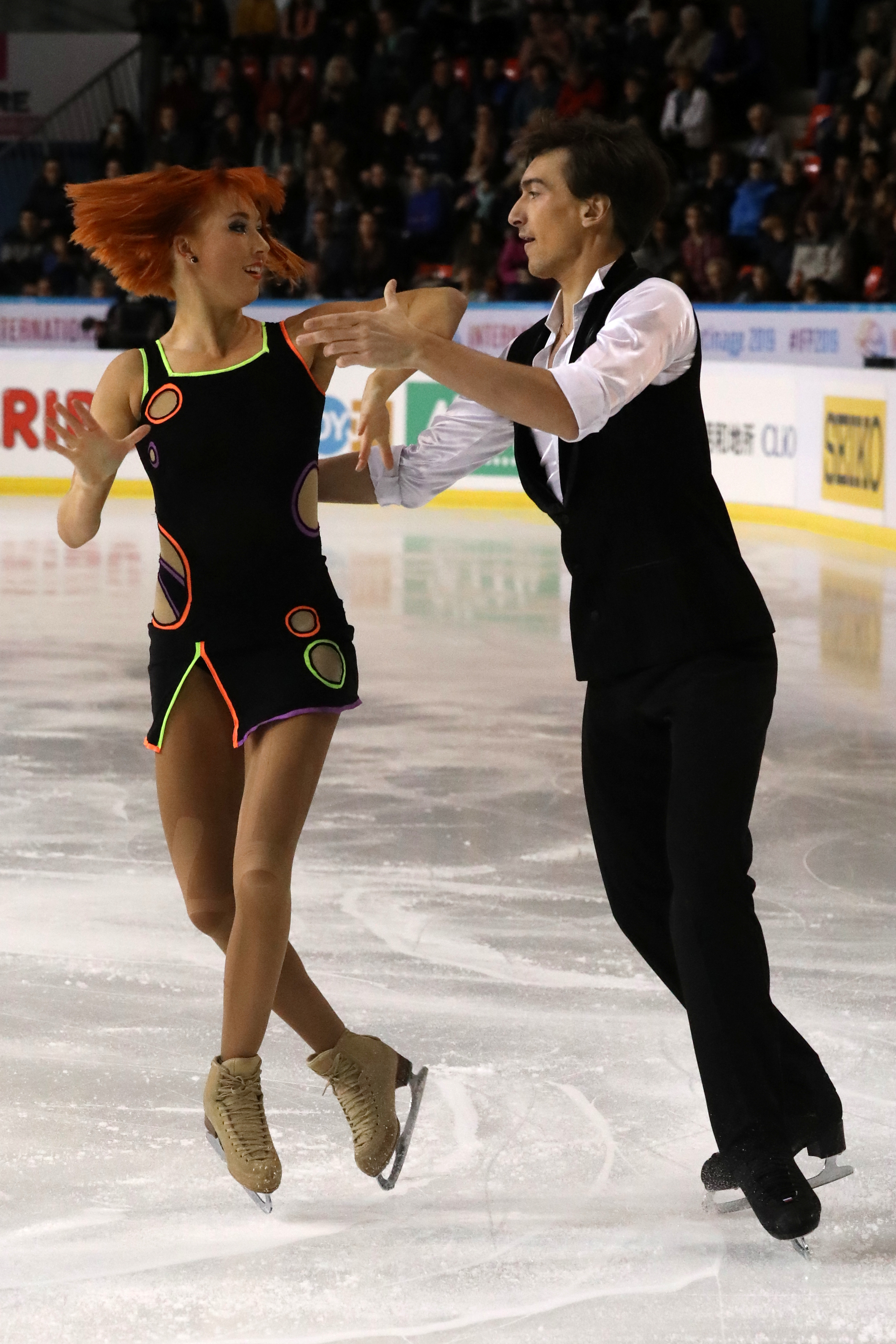
Zahorski i Guerreiro w tańcu rytmicznym (Finnstep) na zawodach Internationaux de France 2019

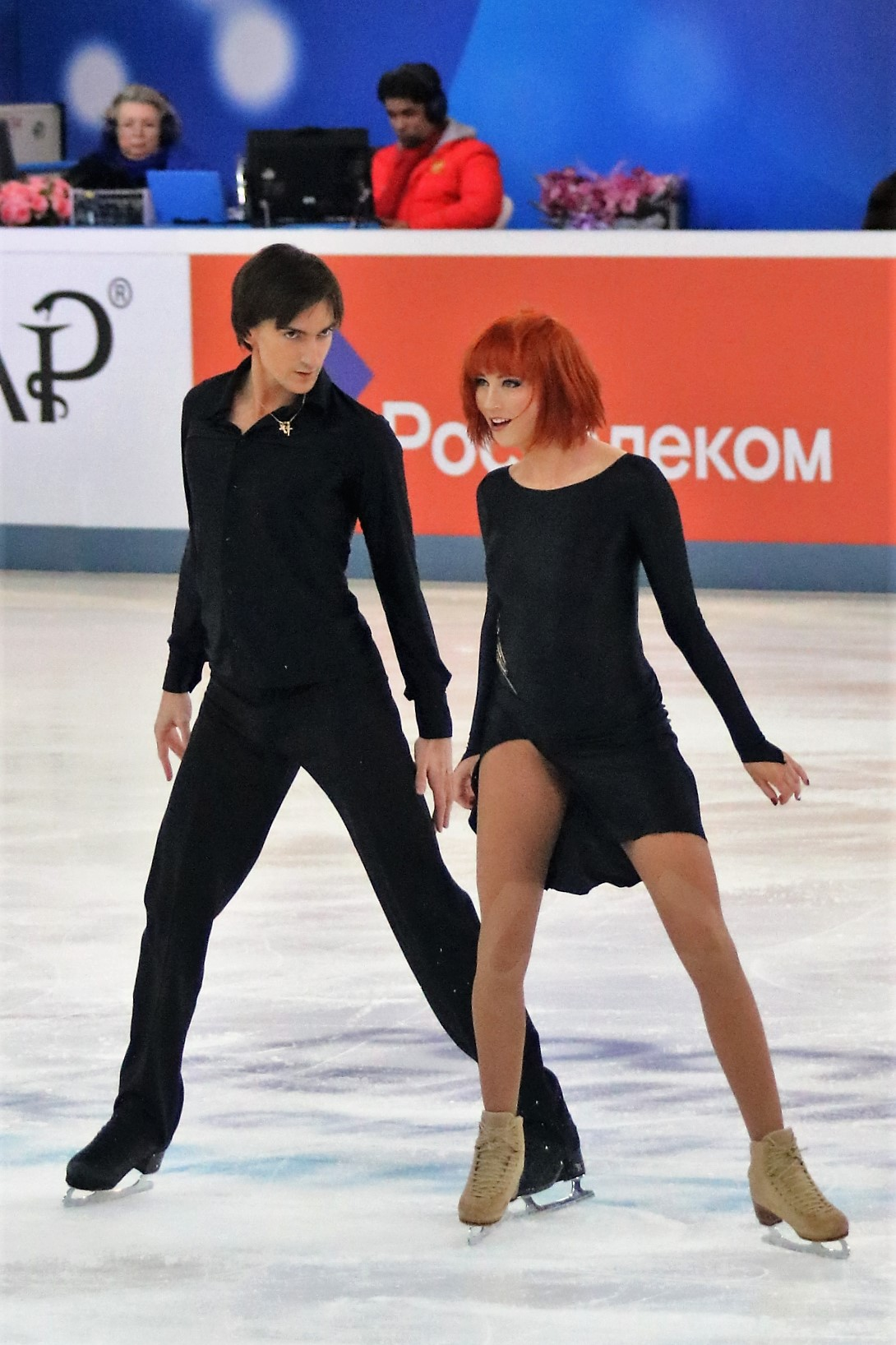
Taniec dowolny Blues for Klook na mistrzostwach Rosji 2019

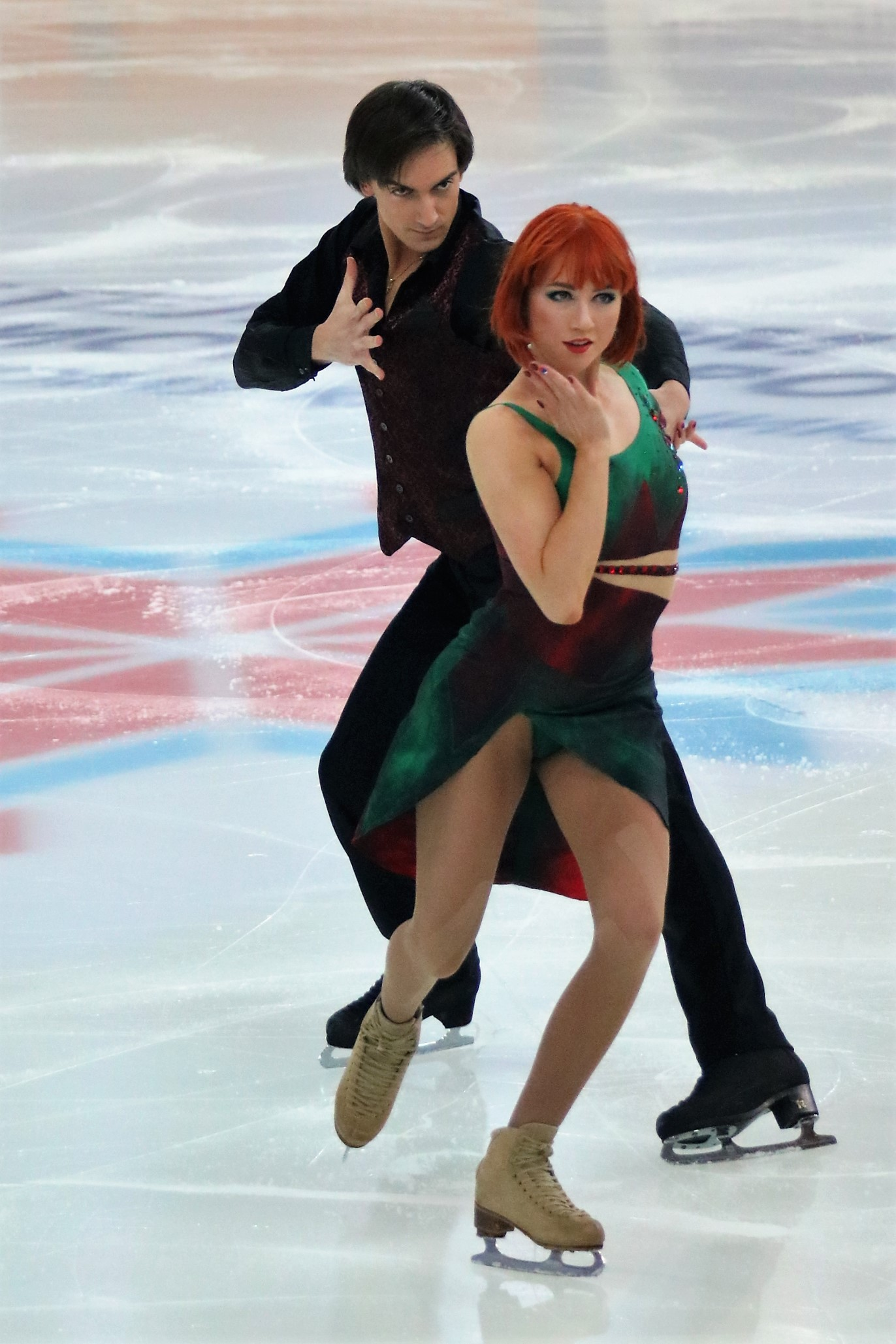
Taniec rytmiczny (Tango Romantica) Bésame mucho na mistrzostwach Rosji 2019

| Zawody                      | 14–15          | 15–16          | 16–17          | 17–18          | 18–19          | 19–20          | 20–21          | 21–22          |                |                |                |                |                |                |                |                |                |
| Międzynarodowe              | Międzynarodowe | Międzynarodowe | Międzynarodowe | Międzynarodowe | Międzynarodowe | Międzynarodowe | Międzynarodowe | Międzynarodowe | Międzynarodowe | Międzynarodowe | Międzynarodowe | Międzynarodowe | Międzynarodowe | Międzynarodowe | Międzynarodowe | Międzynarodowe | Międzynarodowe |
| --------------------------- | -------------- | -------------- | -------------- | -------------- | -------------- | -------------- | -------------- | -------------- | -------------- | -------------- | -------------- | -------------- | -------------- | -------------- | -------------- | -------------- | -------------- |
| Igrzyska olimpijskie        |                |                |                | 13             |                |                |                |                |                |                |                |                |                |                |                |                |                |
| Mistrzostwa świata          |                |                |                | 8              |                | C              | 10             |                |                |                |                |                |                |                |                |                |                |
| Mistrzostwa Europy          |                |                |                | 6              |                | 6              |                |                |                |                |                |                |                |                |                |                |                |
| GP Finał Grand Prix         |                |                |                |                | 5              |                |                |                |                |                |                |                |                |                |                |                |                |
| GP Cup of China             |                |                |                | 4              |                |                |                |                |                |                |                |                |                |                |                |                |                |
| GP Internationaux de France |                |                |                |                |                | 5              |                |                |                |                |                |                |                |                |                |                |                |
| GP NHK Trophy               |                |                |                |                | 2              |                |                |                |                |                |                |                |                |                |                |                |                |
| GP Rostelecom Cup           |                |                | 5              |                |                |                | 2              |                |                |                |                |                |                |                |                |                |                |
| GP Skate America            |                |                |                | 6              | 3              | 5              |                |                |                |                |                |                |                |                |                |                |                |
| CS Finlandia Trophy         |                |                | 3              |                |                |                |                |                |                |                |                |                |                |                |                |                |                |
| CS Golden Spin Zagrzeb      |                |                |                | 6              |                |                |                |                |                |                |                |                |                |                |                |                |                |
| CS Memoriał Ondreja Nepeli  |                |                | 3              |                |                |                |                |                |                |                |                |                |                |                |                |                |                |
| CS Minsk-Arena Ice Star     |                |                |                | 2              |                |                |                |                |                |                |                |                |                |                |                |                |                |
| CS Warsaw Cup               |                |                | 2              |                |                |                |                |                |                |                |                |                |                |                |                |                |                |
| Santa Claus Cup             |                | 1              |                |                |                |                |                |                |                |                |                |                |                |                |                |                |                |
| Warsaw Cup                  |                |                |                |                | 1              |                |                |                |                |                |                |                |                |                |                |                |                |
| Krajowe                     |                |                |                |                |                |                |                |                |                |                |                |                |                |                |                |                |                |
| Mistrzostwa Rosji           | 5              | 5              | 5              | 3              | 7              | 3              | 2              | 8              |                |                |                |                |                |                |                |                |                |
| Puchar Rosji                |                | 1              | 1              |                | 1              |                |                |                |                |                |                |                |                |                |                |                |                |

### Z Alexisem Miart (Francja)
| Zawody                                | 09–10          | 10–11          | 11–12          | 12–13          |                |                |                |                |                |                |                |                |                |                |                |                |                |
| Międzynarodowe                        | Międzynarodowe | Międzynarodowe | Międzynarodowe | Międzynarodowe | Międzynarodowe | Międzynarodowe | Międzynarodowe | Międzynarodowe | Międzynarodowe | Międzynarodowe | Międzynarodowe | Międzynarodowe | Międzynarodowe | Międzynarodowe | Międzynarodowe | Międzynarodowe | Międzynarodowe |
| ------------------------------------- | -------------- | -------------- | -------------- | -------------- | -------------- | -------------- | -------------- | -------------- | -------------- | -------------- | -------------- | -------------- | -------------- | -------------- | -------------- | -------------- | -------------- |
| Mistrzostwa Europy                    |                |                | 9 PR           |                |                |                |                |                |                |                |                |                |                |                |                |                |                |
| GP Trophée Eric Bompard               |                |                | WD             | WD             |                |                |                |                |                |                |                |                |                |                |                |                |                |
| Nebelhorn Trophy                      |                |                |                | WD             |                |                |                |                |                |                |                |                |                |                |                |                |                |
| Trophy of Lyon                        |                |                | 1              |                |                |                |                |                |                |                |                |                |                |                |                |                |                |
| Międzynarodowe: Kategorie młodzieżowe |                |                |                |                |                |                |                |                |                |                |                |                |                |                |                |                |                |
| Mistrzostwa świata juniorów           |                | 4              |                |                |                |                |                |                |                |                |                |                |                |                |                |                |                |
| JGP na Białorusi                      | 10             |                |                |                |                |                |                |                |                |                |                |                |                |                |                |                |                |
| JGP w Czechach                        |                | 2              |                |                |                |                |                |                |                |                |                |                |                |                |                |                |                |
| JGP w Rumunii                         |                | 4              |                |                |                |                |                |                |                |                |                |                |                |                |                |                |                |
| NRW Trophy                            | 5 J            | 1 J            |                |                |                |                |                |                |                |                |                |                |                |                |                |                |                |
| Trophy of Lyon                        |                | 2 J            |                |                |                |                |                |                |                |                |                |                |                |                |                |                |                |
| Krajowe                               |                |                |                |                |                |                |                |                |                |                |                |                |                |                |                |                |                |
| Mistrzostwa Francji                   | 4 J            | 3 J            | 3              |                |                |                |                |                |                |                |                |                |                |                |                |                |                |
| Master’s de Patinage                  | 4 J            | 3 J            |                |                |                |                |                |                |                |                |                |                |                |                |                |                |                |

## Programy
Tiffany Zahorski / Jonathan Guerreiro
| Sezon   | Taniec rytmiczny (RD) | Taniec dowolny (FD)                                                                            |
| ------- | --- | ---------------------------------------------------------------------------------------------- |
| 2020–21 | - The Greatest Showman medley: - Marsz: The Greatest Show - Quickstep: From Now On – Hugh Jackman - Walc: Tightrope – Michelle Williams - Marsz: The Greatest Show choreografia: Jelena Kustarowa, Michaił Koliegow | - Survivor – 2WEI, oryg. Destiny’s Child choreografia: Christopher Dean                        |
| 2019–20 | - The Greatest Showman medley: - Marsz: The Greatest Show - Quickstep: From Now On – Hugh Jackman - Walc: Tightrope – Michelle Williams - Marsz: The Greatest Show choreografia: Jelena Kustarowa, Michaił Koliegow | - Survivor – 2WEI, oryg. Destiny’s Child choreografia: Christopher Dean                        |
| 2018–19 | - Tango: Bésame mucho - Tango: Selection – Astor Piazzolla choreografia: Michaił Koliegow | - Blues for Klook – Eddie Louis choreografia: Christopher Dean                                 |
| Sezon   | Taniec krótki (SD) | Taniec dowolny (FD)                                                                            |
| 2017–18 | - Samba: Hip Hip Chin Chin – Club des Belugas - Rumba: Volveras – Gloria Estefan - Samba: Batucada Brasiliera – Samba Brazilian Batucada Band                                                                       | - Muse medley: - Exogenesis Symphony Part III - Exogenesis Symphony Part II - Ruled by Secrecy |
| 2016–17 | - Blues: Nasty Naughty Boy – Christina Aguilera - Swing: All Night Long – Parov Stelar | - Bohemian Rhapsody – Queen                                                                    |